# Karl Friedrich Eduard Eichstaedt
Karl Friedrich Eduard Eichstaedt (* 7. November 1801 in Mallmitz; † 4. Februar 1883 in Berlin) war ein preußischer Generalmajor.

## Leben

### Herkunft
Sein Vater war der Kunstgärtner J. F. Eichstaedt, seine Mutter war eine geborene Freudenberg.

### Militärkarriere
Eichstaedt trat am 1. November 1818 als Pionier in die 2. Pionier-Abteilung der Preußischen Armee ein und absolvierte 1820/22 die Vereinigte Artillerie- und Ingenieurschule. Am 17. September 1821 avancierte er zum Portepeefähnrich und unter Beförderung zum Sekondeleutnant wurde er am 5. März 1823 der 1. Ingenieur-Inspektion aggregiert. Am 27. September 1823 wurde er dort einrangiert und 1824 in die 2. Pionier-Abteilung versetzt. Vom 21. Dezember 1827 bis zum 26. Dezember 1830 war Eichstaedt bei der 2. Ingenieur-Inspektion tätig, wurde anschließend zur 1. Ingenieur-Inspektion versetzt und zum Fortifikationsdienst nach Posen kommandiert. Er avancierte bis Ende April 1836 zum Premierleutnant und wurde am 30. Oktober 1841 in die Garde-Pionier-Abteilung versetzt. Unter Beförderung zum Hauptmann erfolgte am 25. März 1843 seine Versetzung als Chef der 1. Kompanie in die 2. Pionier-Abteilung. Anschließend wurde er am 3. Juli 1845 zum Fortifikationsdienst nach Stettin versetzt.
Nachdem das Kabinett am 11. September 1846 beschlossen hatte Swinemünde zu befestigen, wurde Eichstaedt 1848 als Direktor der Hafenbefestigung dorthin versetzt und zwei Jahre später zum Festungsbaudirektor ernannt. Am 8. Juni 1852 wurde er Major und als Festungsbaudirektor nach Königsberg versetzt. In dieser Stellung stieg er am 9. April 1857 zum Oberstleutnant auf und wurde am 27. Juni 1857 Inspekteur der 2. Pionier-Inspektion. Nachdem man ihn am 31. Mai 1859 zum Oberst befördert hatte, erhielt Eichstaedt anlässlich der Krönungsfeierlichkeiten von König Wilhelm I. Mitte Oktober 1861 den Kronen-Orden III. Klasse. Unter Verleihung des Charakters als Generalmajor nahm Eichstaedt am 2. Mai 1863 mit Pension seinen Abschied.
Für die Dauer der Mobilmachung anlässlich des Deutschen Krieges wurde Eichstaedt 1866 als Inspekteur der 3. Festungs-Inspektion wiederverwendet. Er starb am 4. Februar 1883 in Berlin.